# Kvallåkra naturreservat
Kvallåkra är ett naturreservat i Hällaryds socken i Karlshamns kommun i Blekinge.
Reservatet är skyddat sedan 1997 och omfattar 60 hektar. Området är beläget norr om Hällaryd och bildar tillsammans med naturreservaten Östra Kvallåkra och Persgärde ett stort sammanhängande naturskyddat naturskogsområde.
Skogen utgörs mest av ädellövskog med blandskog med ek, bok, avenbok, gran och tall. Där finns även inslag av lind, alm, asp, björk och hassel. Inom området finns branta bergssidor och blockrik mark. 
Reservatet gränsar i nordost mot Sandsjön.
Naturreservatet ingår i EU:s ekologiska nätverk, Natura 2000.